# Lala (Philippines)
Pour les articles homonymes, voir Lala.
Lala est une localité de la province de Lanao du Nord, aux Philippines. En 2015, elle compte 67 727 habitants.